# Strażnica WOP Przewóz
Strażnica WOP Przewóz – zlikwidowany pododdział Wojsk Ochrony Pogranicza pełniący służbę graniczą na granicy z Niemiecką Republiką Demokratyczną/Republiką Federalną Niemiec.
Strażnica Straży Granicznej w Przewozie – zlikwidowana graniczna jednostka organizacyjna Straży Granicznej realizująca zadania bezpośrednio w ochronie granicy państwowej z Republiką Federalną Niemiec.

## Formowanie i zmiany organizacyjne
Strażnica została sformowana w 1945 w strukturze 5 komendy odcinka Tuplice jako 21 strażnica WOP (Przewóz). Kierownictwo strażnicy stanowili: komendant strażnicy, zastępca komendanta do spraw polityczno-wychowawczych i zastępca do spraw zwiadu. Strażnica składała się z dwóch drużyn strzeleckich, drużyny fizylierów, drużyny łączności i gospodarczej. Etat przewidywał także instruktora do tresury psów służbowych oraz instruktora sanitarnego.
W 1947 została przeformowania na strażnicę II kategorii – 43 wojskowych.
W związku z reorganizacją oddziałów WOP, 24 kwietnia 1948 21 strażnica OP Przewóz została włączona w struktury 30 batalionu Ochrony Pogranicza, a 1 stycznia 1951 91 batalionu WOP w Tuplicach.
Od 15 marca 1954 wprowadzono nową numerację strażnic, a strażnica WOP Przewóz I kategorii otrzymała nr 28 w skali kraju.
W 1956 rozpoczęto numerowanie strażnic na poziomie brygady. Strażnica Przewóz I kategorii miała nr 1 w strukturach 91 batalionu WOP 9 Brygadzie Wojsk Ochrony Pogranicza.
1 stycznia 1960 funkcjonowała jako 21 strażnica WOP Przewóz I kategorii w strukturach 91 batalionu WOP w Tuplicach .
1 stycznia 1964 strażnica WOP nr 20 Przewóz miała status strażnicy lądowej I kategorii w strukturach 91 batalionu WOP w Tuplicach.
W marcu 1968 strażnica WOP nr 18 Przewóz miała status strażnicy lądowej kategorii I w strukturach 91 batalionu WOP w Tuplicach 
W 1976 Wojska Ochrony Pogranicza przeszły na dwuszczeblowy system zarządzania. Strażnicę podporządkowano bezpośrednio pod sztab brygady Lubuskiej Brygady WOP w Krośnie Odrzańskim, a w 1984 utworzonego batalionu granicznego LB WOP w Gubinie jako Strażnica WOP Przewóz lądowa kategorii II. Po rozformowaniu Lubuskiej Brygady WOP, 1 listopada 1989 strażnica została włączona została w struktury Łużyckiej Brygady WOP w Lubaniu Śląskim i tak funkcjonowała do 15 maja 1991 .
Straż Graniczna:
Po rozwiązaniu w 1991 Wojsk Ochrony Pogranicza, strażnica w Przewozie weszła w podporządkowanie Lubuskiego Oddziału Straży Granicznej i przyjęła nazwę Strażnica Straży Granicznej w Przewozie (Strażnica SG w Przewozie).
W 2002 Strażnica SG w Przewozie została zlikwidowana a siły i środki zostały włączone w struktury Granicznej Placówki Kontrolnej Straży Granicznej w Przewozie kategorii II (GPK SG w Przewozie).

## Ochrona granicy
W 1960 21 strażnica WOP Przewóz I kategorii ochraniała odcinek granicy państwowej o długości 11200 m:
- Od znaku granicznego nr 220 do znaku gran. nr 249.

## Strażnice sąsiednie
- 20 strażnica WOP Sobolice ⇔ 22 strażnica WOP Mużaków – 1946
- 20 strażnica OP Sobolice ⇔ 22 strażnica OP Mużaków – jesień 1949
- 20 strażnica OP Sobolice ⇔ 22a strażnica OP Dzika – 24.01.1950
- 27 strażnica WOP Sobolice ⇔ 29 strażnica WOP Kucyk – 03.1954
- 27 strażnica WOP Sobolice kat. I ⇔ 2 strażnica WOP Kucyk kat. III – 1956
- 27 strażnica WOP Sobolice ⇔ 2 strażnica WOP Kucyk – 1957
- 1 strażnica WOP Sobolice kat. I ⇔ 20 strażnica WOP Kucyk kat. III – 01.01.1960
- 21 strażnica WOP Sobolice lądowa kat. I ⇔ 20 strażnica WOP Kucyk lądowa kat. III – 01.01.1964
- 19 strażnica WOP Sobolice lądowa kat. I ⇔ 17 strażnica WOP Kucyk lądowa kat. III – 03.1968
- Strażnica WOP Sobolice ⇔ Strażnica WOP Łęknica – lata 70. XX w[15]
- Strażnica WOP Sobolice lądowa kat. II ⇔ Strażnica WOP Łęknica lądowa kat. I – jesień.1984[15]

Straż Graniczna:
- Strażnica SG w Sobolicach ⇔ Strażnica SG w Łęknicy – 16.05.1991[14].

## Komendanci/dowódcy strażnicy
- chor. Stefan Maćkiwiak (był w 1951)
- chor. Albert Sabinicz (od 1952)
- ppor. Eugeniusz Zwierz (1953–1955)
- por. Leon Szawata (1955–1959)[e]
- por./mjr[f] Leopold Augustyniak (1959–1971)[16]
- por. Ignacy Nowak (23.11.1971–1973)
- kpt. Piotr Ryszard Zbierajewski (20.04.1974–1979)
- por. Leszek Grzenia (1979–1985)
- ppor./por. Witold Koleśnik[g] (1985–był 12.12.1989) .

Poniżej wykaz dowódców strażnicy podano za Józef Ostrowski: Lubuska Brygada Wojsk Ochrony Pogranicza 1945–1989. Ludzie – wydarzenia. s. 18.
- por. Ignacy Nowak
- mjr Augustyniak
- kpt. Grzenia
- por. Koleśnik.